# Eloy Eló
Eloy Eló Nvé Mbengono (ur. 1944, zm. 8 maja 2009) – polityk i prawnik z Gwinei Równikowej.
Urodził się w okolicach Mongomo w ówczesnej Gwinei Hiszpańskiej. Kształcił się w seminarium w Banapie, następnie uzyskał magisterium z prawa na Uniwersytecie Complutense w Madrycie. Powrócił do kraju w 1972, poświęcił się wykonywaniu zawodu adwokata, piastował również szereg funkcji administracyjnych. Po zamachu stanu z 1979 został wyznaczony na obrońcę z urzędu obalonego prezydenta Macíasa Nguemy w procesie zakończonym skazaniem polityka na śmierć przez rozstrzelanie.
Początek rządów Teodoro Obianga Nguemy Mbasogo oznaczał również znaczące przyspieszenie kariery politycznej Eló. Wszedł w skład komisji konstytucyjnej, która opracowała ustawę zasadniczą z 1982. Znalazł się wśród założycieli Partii Demokratycznej (PDGE), stanowiącej trzon zaplecza politycznego prezydenta (1987). Przez piętnaście lat pełnił funkcję ministra do spraw relacji z parlamentem. Był uznawany za głównego ideologa reżimu, w tym charakterze wielokrotnie krytykował demokrację wielopartyjną, wyrażał się również pochlebnie na temat frankizmu.
Mianowany następnie prokuratorem generalnym kraju, w tym charakterze w styczniu 1995 opublikował sprawozdanie mocno krytyczne wobec działania wymiaru sprawiedliwości w Gwinei Równikowej. Niedługo później popadł w niełaskę. W 1999 został aresztowany pod zarzutem działalności opozycyjnej i osadzony w więzieniu Playa Negra w Malabo. Zdołał zeń jednak zbiec, skazano go niemniej in absentia na 101 lat więzienia.
Był jednym z założycieli opozycyjnej Fuerza Demócrata Republicana (FDR), po ucieczce z więzienia udał się na wychodźstwo do Hiszpanii. W 2001 odszedł z FDR i założył Partido para el Desarrollo (PPD). 
W 2008 powrócił do Gwinei Równikowej, wstąpił również ponownie do PDGE. Zmarł podczas pobytu w Rabacie w wyniku ataku serca. Gwinejska opozycja jednakże wskazuje, że w rzeczywistości mógł paść ofiarą zamachu dokonanego z polecenia prezydenta Obianga Nguemy.